# Kenny Omega
Tyson Smith (* 16. Oktober 1983 in Transcona, Manitoba, Kanada), besser bekannt unter seinem Ringnamen Kenny Omega, ist ein Wrestler kanadischer Abstammung, der aktuell bei All Elite Wrestling (AEW) unter Vertrag steht. Er besetzt neben seiner Tätigkeit als Wrestler dort auch die Position eines der Executive Vice Presidents. Daneben tritt er auch gelegentlich für New Japan Pro-Wrestling an. Seine bisher größten Erfolge sind der Erhalt der AEW World Championship, der IWGP Heavyweight Championship und der AAA Mega Championship.

## Privatleben
Smith hat eine jüngere Schwester. Sein größtes Interesse neben dem Wrestling gilt Videospielen und Cartoons. Da die meisten seiner Lieblingsspiele aus Japan stammen, begann so sein Interesse an der japanischen Kultur. Dies hat er auch in seinen Wrestlingcharakter mit eingebaut. Aufgrund dieses Interesses und seiner Arbeit in Japan spricht Smith fließend japanisch. 2012 erhielt Smith neben seiner kanadischen Staatsbürgerschaft noch die japanische. Ursprünglich spielte er Eishockey als Torhüter, gab dies aber zugunsten einer Wrestlingkarriere auf. Smith machte 2001 seinen Schulabschluss am Transcona Collegiate Institute. Er lebt abstinent und verzichtet auf Alkohol, Drogen und Zigaretten.

## Wrestling-Karriere

### Independent und Entwicklungs-Ligen (2000–2008)
Smith debütierte mit seinem Kenny Omega-Gimmick am 17. Juni 2000 bei der in Winnipeg ansässigen Independent Promotion Top Rope Championship Wrestling. Später trat er dann bei weiteren kanadischen Ligen wie No Holds barred und Premier Championship Wrestling an. Am 17. Oktober 2004 bekam Smith bei einer Show der National Wrestling Alliance (NWA) ein Titelmatch gegen Petey Williams um den TNA X-Division Championship, welches er allerdings verlor.
Im Oktober 2005 wurde Smith zur damaligen WWE-Entwicklungsliga Deep South Wrestling eingeladen und konnte dort so sehr überzeugen, dass er einen Entwicklungsvertrag unterschrieb. Die Erfolge blieben aber leider aus und so verließ Smith die DSW wieder und kehrte zurück zur PCW, wo er wieder erfolgreicher wurde. So gewann er den PCW Premier Cup 2007 und machte sich so auf größere Indyligen wie Pro Wrestling Guerrilla, Jersey All Pro Wrestling und Ring of Honor aufmerksam. Smith nahm daraufhin am prestigeträchtigen Battle of Los Angeles-Turnier von PWG teil, wo er beim ersten Turnier 2008 zwar in der ersten Runde ausschied, aber das Folgeturnier und dabei die PWG World Championship ein Jahr später gewann. Ebenso nahm Smith am Survival of the Fittest-Turnier 2009 von ROH teil, scheiterte aber in seinem Qualifying Match an Chris Hero.

### DDT Pro-Wrestling (2008–2014)
Am 4. August 2008 debütierte Smith in Japan und unterschrieb einen Vertrag bei der Liga Dramatic Dream Team, was sich mehr auf Storylines und Comedy denn auf traditionelles Pro Wrestling spezialisiert hat. Hier wurde er den Offiziellen von Kota Ibushi vorgeschlagen, der unbedingt mit Smith arbeiten wollte. Dies war der Beginn einer Partnerschaft, die bis heute andauert, beruflich und privat. Gemeinsam bildeten Smith und Ibushi die Golden Lovers, die sich sehr schnell großer Popularität in Japan erfreuten. Sie gewannen insgesamt dreimal die KO-D Tag Team Championship. Für Aufsehen sorgte Smith am 24. Juli 2011. Hier trat er bei der Liga Stardom an, welche eigentlich eine reine Frauenliga ist. Dort traf er auf die neunjährige Haruka in einem Match mit einem Zeitlimit von drei Minuten, welches dann in einem Draw endete. Das Match wurde bei YouTube hochgeladen und erhielt viele Klicks. In dem Match zeigte Smith sein Können als Heel. Die Reaktionen hierdrauf waren gemischt. Zwar wurde Smith für seine Darstellung mit viel Lob, u. a. von Mick Foley, überschüttet, allerdings auch mit einer Menge Hass, weil er ein neunjähriges Mädchen bekämpfte. Der Wrestling-Offizielle Jim Cornette z. B. kritisierte dieses Match und Smith selbst scharf. Bis heute bezeichnet er ihn als eine “Schande des Pro Wrestlings”. Smith selbst erklärte in einem Interview, dass Haruka im Dojo von Stardom trainierte und ein Match wünschte und er sich bereit erklärte, ihr diesen Wunsch zu erfüllen.

### New Japan Pro Wrestling (seit 2010)

#### Golden☆Lovers (2010–2014)
Zeitgleich zu seinem Engagement bei DDT trat Smith nebenher auch für New Japan an. Er nahm von 2010 bis 2014 an jedem Best of the Super Juniors-Turnier teil, konnte aber keines von diesen gewinnen. Nichtsdestotrotz gewann er am 11. Oktober 2010 zusammen mit Kota Ibushi die IWGP Junior Tag Team Championship.

#### Bullet Club (2014–2017)

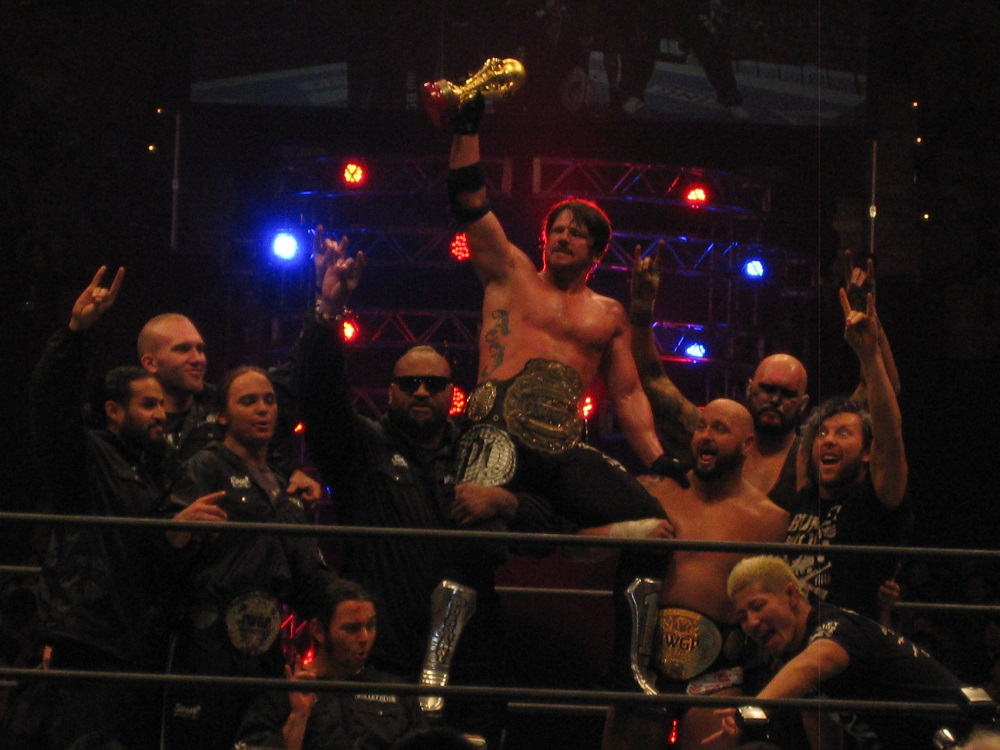
Omega als Mitglied des Bullet Clubs im Jahr 2014.

Smith gab während einer Pressekonferenz am 3. Oktober 2014 bekannt, dass er seinen Vertrag mit DDT nicht verlängern wird und stattdessen voll bei New Japan Pro Wrestling unterschreibt. Er debütierte am 8. November 2014 als Vollzeitwrestler bei New Japan bei der Show Power Struggle, wo er von Karl Anderson als neustes Mitglied des Bullet Clubs vorgestellt wurde. Er forderte den dato amtierenden IWGP Junior Heavyweight Champion Ryusuke Taguchi heraus, den er am 4. Januar 2015 bei Wrestle Kingdom auch besiegen durfte. Smith hielt den Titel 182 Tage und gab ihn am 5. Juli 2015 bei Dominion 7.5 an Kushida ab, ehe er ihn am 23. September 2015 wieder zurückerhielt. Die Regentschaft endete aber am 4. Januar 2016 bei Wrestle Kingdom 10, wo er den Titel wieder an Ryusuke Taguchi abgab.

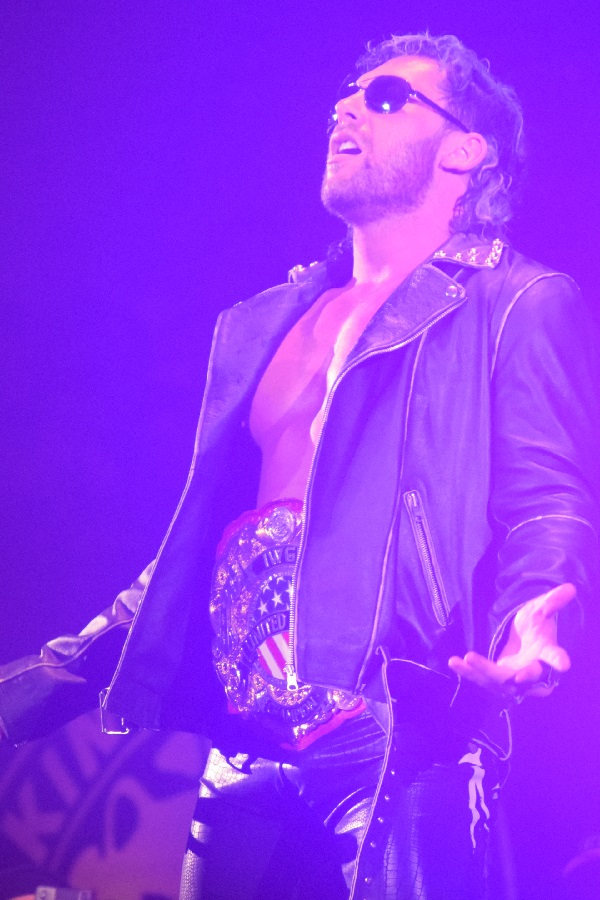
IWGP United States Champion Omega im Jahr 2017.

Einen Tag nach der Niederlage gegen Taguchi trat Smith mit seinem Stablekollegen AJ Styles, der zu dem Zeitpunkt Anführer des Bullet Clubs war, in einem Tag Team-Match auf die CHAOS-Mitglieder Shinsuke Nakamura und Yoshi-Hashi, welches sie auch gewannen. Nach dem Match verpasste Smith Styles seinen Finisher, den One-Winged Angel. Kurz darauf stießen weitere Mitglieder wie die The Young Bucks, Karl Anderson, Doc Gallows und Cody Hall hinzu und schlossen sich dem Angriff auf Styles an. Smith erklärte sich zum neuen Anführer des Bullet Clubs und feuerte Styles. Hintergrund war, dass dieser daraufhin New Japan verließ und kurze Zeit später zur WWE wechselte. Einen Monat später, am 14. Februar 2016, gewann Smith ein Match gegen Hiroshi Tanahashi und gewann so den vakanten IWGP Intercontinental Championship, da der vorherige Titelträger Shinsuke Nakamura ebenfalls zur WWE ging. Die Woche darauf durfte er den nächsten Titel gewinnen, zusammen mit den Young Bucks gewann er die NEVER Six Men-Tag Team Championship.
Smith nahm im Sommer 2016 bei New Japans größtem Turnier teil, dem G1 Climax. Obwohl er das erste Match gegen Yoshi-Hashi verlor, konnte er dennoch den Gruppensieg und damit auch die Finalteilnahme sichern. Dieses gewann er letztendlich gegen Hirooki Goto und hatte somit das Recht gewonnen, ein Titelmatch um die IWGP Heavyweight Championship bei Wrestle Kingdom 11 am 4. Januar 2017 zu erhalten, sollte er dieses bis dorthin verteidigen, was er nach weiteren Siegen gegen Yoshi-Hashi und Goto auch konnte. Im Titelmatch selbst unterlag er dem Champion Kazuchika Okada, das Match wurde aber von Fans und Kritikern überschwänglich gelobt. Der bekannte Wrestling-Journalist Dave Meltzer vom Wrestling Observer, der als Fan von New Japan gilt, vergab diesem Match sogar sechs Sterne, obwohl seine Skala nur bis fünf ging.
Im Verlaufe des Jahres trat Smith zumeist mit den Young Bucks an, mit denen er eine Untergruppierung innerhalb des Bullet Clubs bildete, die Elite. Dies taten sie nicht nur bei New Japan, sondern auch bei Ring of Honor, wo die Young Bucks unter Vertrag stehen. Im Zuge der Expansion in die USA führte New Japan die IWGP United States Championship ein und ließ diesen in einem Turnier ausfechten, an dem auch Smith teilnahm. Mit Siegen über Michael Elgin, Jay Lethal und Tomohiro Ishii gewann Smith Turnier und Titel. Er trat zudem erneut beim G1 Climax an und schaffte es erneut ins Finale. Den Vorjahrestriumph konnte er jedoch nicht wiederholen und verlor im Finale gegen Tetsuya Naito.
Bei der Show Power Struggle 2017 am 5. November 2017 verteidigte Smith den IWGP United States Title gegen Barretta. Nach dem Match erschien der ehemalige WWE-Wrestler Chris Jericho auf der Videoleinwand und forderte Smith zu einem Titelmatch bei Wrestle Kingdom 12 am 4. Januar 2018 heraus, um zu klären, wer der beste Wrestler aus dem Raum Winnipeg sei. Im Verlauf griff Jericho Smith wiederholt an, welcher mit gleicher Münze zurückschlug. Den Kampf bei Wrestle Kingdom, welches ein No Disqualification-Match war, gewann Smith schließlich.

#### Uneinigkeit im Bullet Club und Wiedervereinigung der Golden☆Lovers (2017–2019)

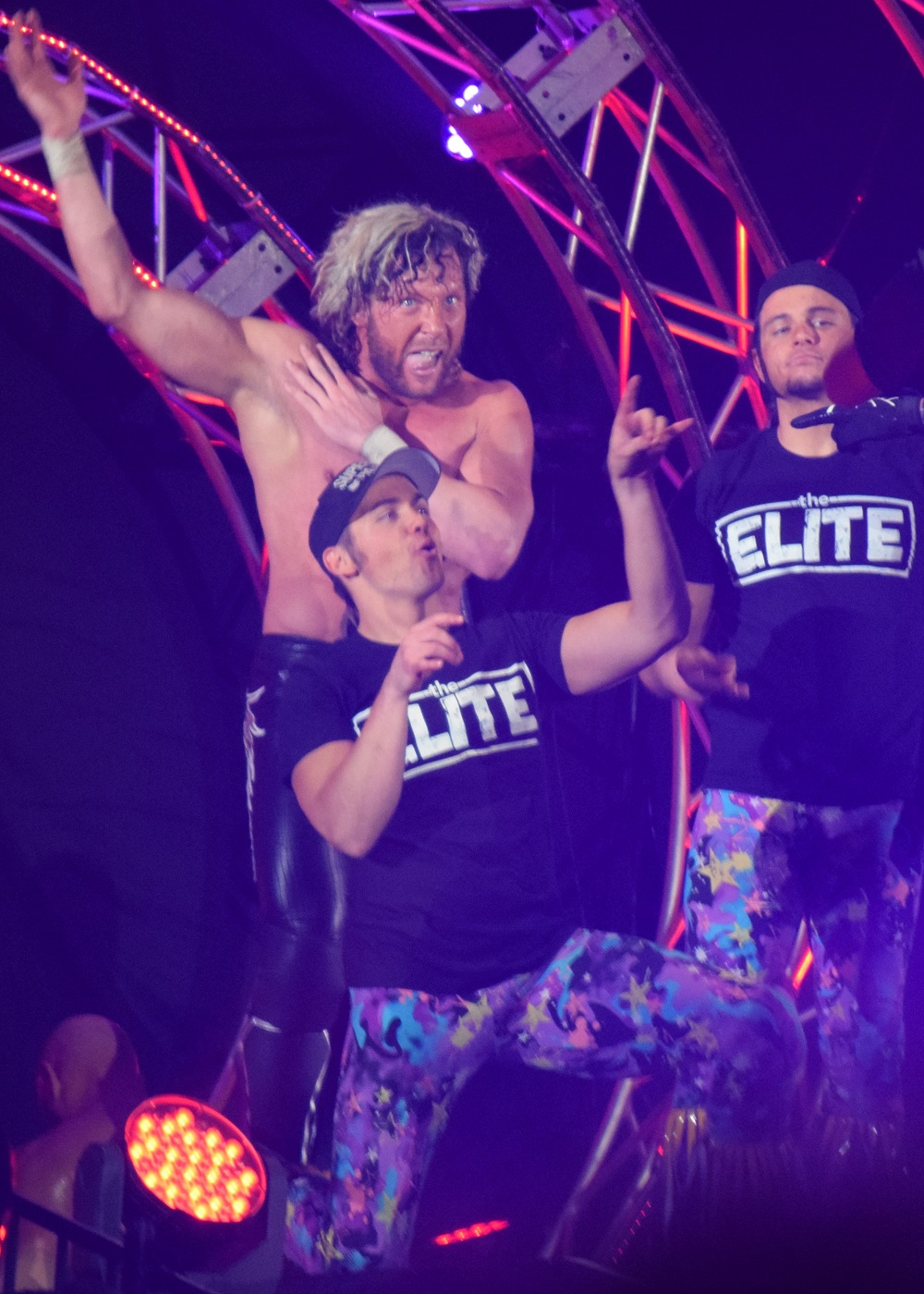
Omega und die Young Bucks als The Elite.

Schon im Vorfeld gab es Spannungen zwischen Smith und dem dazugestoßenen Bullet Club-Mitglied Cody. Diese eskalierten immer mehr, als Cody Smiths früheren Tag Team-Partner Kota Ibushi, der mittlerweile auch fest bei New Japan unter Vertrag war, angriff und Smith dazwischenging. Am zweiten Tag der New Beginning in Sapporo-Showreihe gab Smith den IWGP United States Title an Jay White ab. Nachdem Smiths Stablekollege Hangman Page den Titelgürtel an sich riss, übergab Smith den Titel freiwillig an White. Dies führte zu einer Konfrontation zwischen den Mitgliedern des Bullet Clubs, welche darin gipfelten, dass Cody seinen Finisher an Smith verpasste und diesen weiter angreifen wollte, bis Kota Ibushi den Save machte. Daraufhin versöhnten sich Smith und Ibushi, die daraufhin die Golden Lovers wieder ins Leben riefen.
Daraufhin fehdete Smith mit Cody um den Anführerposten im Bullet Club. Cody selbst versuchte insoweit die anderen Mitglieder im Bullet Club, allen voran die Young Bucks, die immer noch mit Smith befreundet sind, gegen diesen zu intrigrieren. Die erste direkte Auseinandersetzung bei ROH Supercard of Honor XII gewann Cody durch misslungene Superkicks der Young Bucks, die aus Versehen Smith trafen. Diese Niederlage traf Smith hart und er distanzierte sich immer mehr von ihnen und vertiefte seine Freundschaft mit Kota Ibushi, die daraufhin vermehrt als Golden Lovers auftraten, u. a. gegen die Young Bucks.
Am 9. Juni 2018 bekam Smith die zweite Chance auf den IWGP Heavyweight Championship und traf bei Dominion 6.9 erneut auf Kazuchika Okada, dieses Mal in einem 2 out 3 Falls-Match ohne Zeitlimit. Okada konnte zwar nach 29 Minuten den ersten Fall erzielen, Smith konterte aber nach 48 Minuten und nach 64 Minuten gelang ihm der entscheidende Fall, womit er IWGP Heavyweight Champion wurde. Ähnlich wie bei ihrer ersten Begegnung 18 Monate zuvor, wurde dieses Match überschwänglich gelobt und Meltzer vergab sogar sieben Sterne. Mit dem Titelgewinn versöhnte er sich mit den Young Bucks, die am selben Abend die IWGP Tag Team Championship gewannen. Einen Monat später verteidigte Smith seinen Titel gegen Cody, wurde aber im Endsegment der Show von anderen Mitgliedern des Bullet Clubs angegriffen, nämlich den Guerillas of Destiny und deren Vater Haku, die sich von den Mitgliedern der Elite abspalteten und mit den Bullet Club OGs eine eigene Untergruppierung aufmachten. Cody wurde angeboten, Smith mit einem Stuhl niederzustrecken, doch Cody stellt sich wieder auf die Seite Smiths’ und versöhnte sich wieder mit ihm, wurde dafür aber auch niedergeschlagen.
Daraufhin nahm Smith am G1 Climax 2018 teil, konnte sich aber diesmal nicht für das Finale qualifizieren, da er sich im finalen Match um den Gruppensieg seinem Freund Kota Ibushi geschlagen geben musste. Während der Chris Jericho's Rock'n'Wrestling: Rager at Sea-Tour gab die Elite bekannt, nicht mehr länger Teil des Bullet Clubs zu sein. Am 4. Januar 2019 bei Wrestle Kingdom 13 verlor Smith den Titel an Hiroshi Tanahashi und kündigte damit auch an, dass er New Japan Pro Wrestling verlassen wird.

#### Rückkehr 2023
Am 4. Januar 2023 kehrte Omega, der inzwischen bei All Elite Wrestling unter Vertrag stand, in den NJPW-Ring zurück und gewann bei Wrestle Kingdom 17 die IWGP United States Heavyweight Championship gegen Will Ospreay. Das Match bekam überaus positive Kritik und wurde von Dave Meltzer mit 6,25 Sternen ausgezeichnet, dem zweithöchsten Rating, das Meltzer in seinem renommierten Wrestling Observer Newsletter je vergab.

### All Elite Wrestling (seit 2019)
Unmittelbar nach der Erfüllung seines Vertrages bei New Japan Pro Wrestling, folgte Smith seinen Kollegen der Elite zur neuen Wrestlingpromotion All Elite Wrestling, wo er nicht nur Wrestler, sondern auch einer der Executive Vice Presidents wurde. Er debütierte am 8. Februar 2019 während einer Pressekonferenz im Rahmen der Ankündigung des ersten AEW-PPVs Double or Nothing am 25. Mai 2019 in Las Vegas, Nevada. Dabei wurde für diese Veranstaltung Smiths Debütmatch gegen Chris Jericho festgelegt. Dieses Match um die Teilnahme am ersten AEW-World-Championship-Titelmatch verlor er.
Beim AAA Heroes Inmortales XIII-Event der mexikanischen AEW-Partnerpromotion Lucha Libre AAA Worldwide durfte Smith am 19. Oktober 2019 die AAA Mega Championship von Fénix gewinnen. Am 21. Januar 2020 durfte Smith bei der Dynamite-Aufzeichnung während der Chris Jericho's Rock 'N' Wrestling Rager at Sea-Kreuzfahrt auf der Norwegian Pearl die AEW World Tag Team Championship mit Adam Page in einem Match gegen die Titelträger SoCal Uncensored (Frankie Kazarian und Scorpio Sky) gewinnen. Diesen Titel gaben sie am 5. September 2020 bei All Out an FTR (Cash Wheeler und Dax Harwood) ab.
Am 2. Dezember 2020 in der Dynamite-Sonderausgabe Winter Is Coming durfte Smith die AEW World Championship von Jon Moxley gewinnen und verteidigte diesen über fast ein Jahr gegen Moxley, Jungle Boy, Orange Cassidy, PAC, Rey Fénix und Christian Cage. Während seiner Regentschaft gewann er am 25. April 2021 beim PPV Rebellion der Partnerliga Impact Wrestling zeitgleich die Impact World Championship von Rich Swann. Den Impact World Title verlor Smith am 13. August 2021 beim Debüt der zweiten AEW-TV-Show Rampage an Christian Cage und den AEW World Title am 13. November 2021 beim AEW-PPV Full Gear an Adam Page. Noch am selben Tag wurde bekannt, dass Smith eine Pause einlegen wird, um Verletzungen auszukurieren.

## Trivia
- Smith ist ständiges Castmitglied der Webshow Being The Elite von den Young Bucks, welche wöchentlich auf YouTube veröffentlicht wird.
- Smith ist neben Hiroshi Tanahashi, Kazuchika Okada und Tetsuya Naito Coverstar des PlayStation-4-Spiels Fire Pro Wrestling: World.
- Der Name von Smiths Finishingmove One-Winged Angel ist an die Figur Sephiroth aus Final Fantasy VII angelehnt.[8]
- Smith ist begeisterter Gamer und oft in öffentlichen Sessions zu sehen. U.a. spielte er mehrfach Street Fighter V gegen den bei WWE unter Vertrag stehenden Xavier Woods. Dies wurde dann als eine Art Wrestlingfehde aufgebaut, in dem auch Smiths Stablekollegen vom Bullet Club, die Young Bucks, sowie Xavier Woods Stablekollegen von The New Day eingebunden wurden.[9]

## Titel und Auszeichnungen

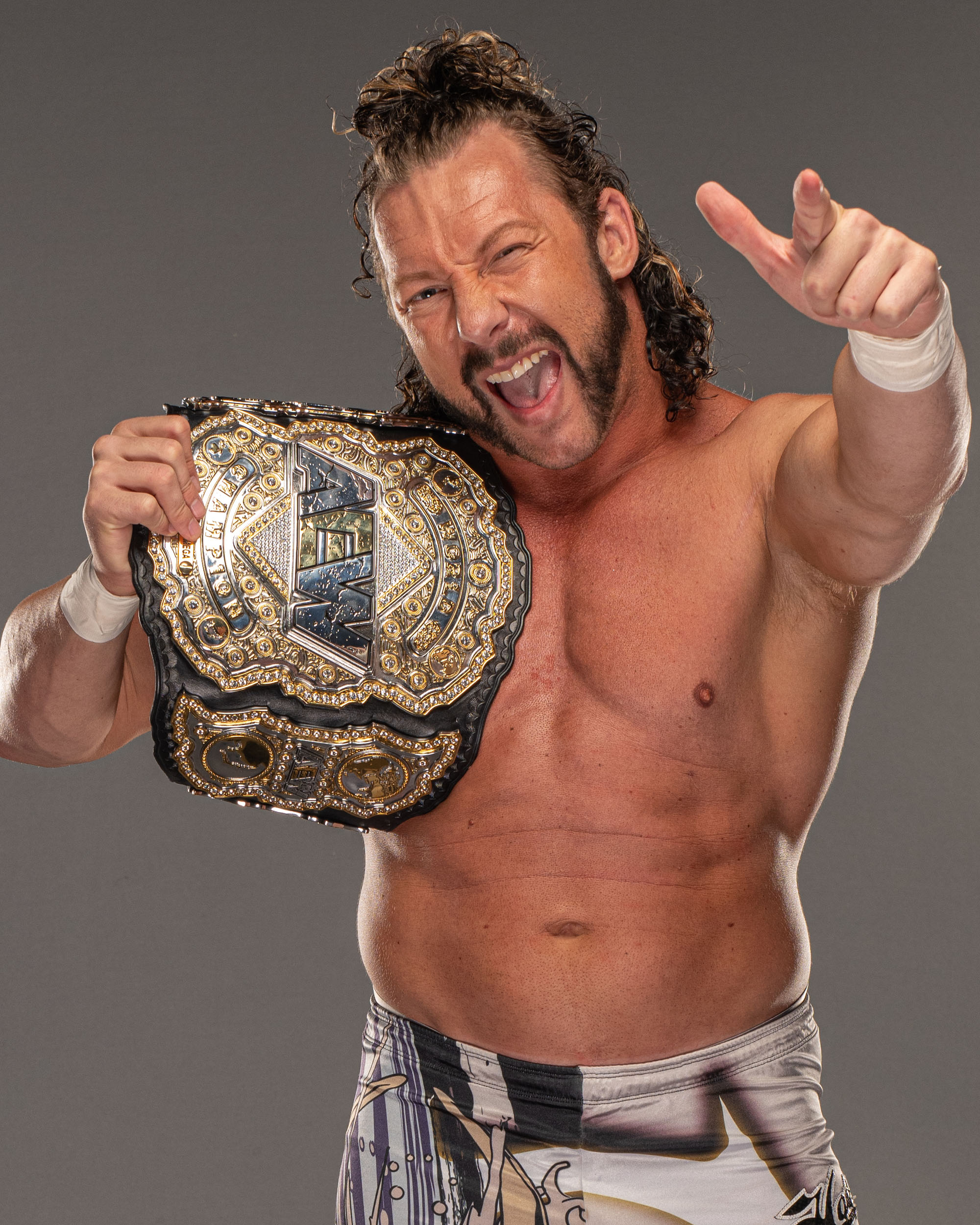
Kenny Omega als AEW World Champion, 2021

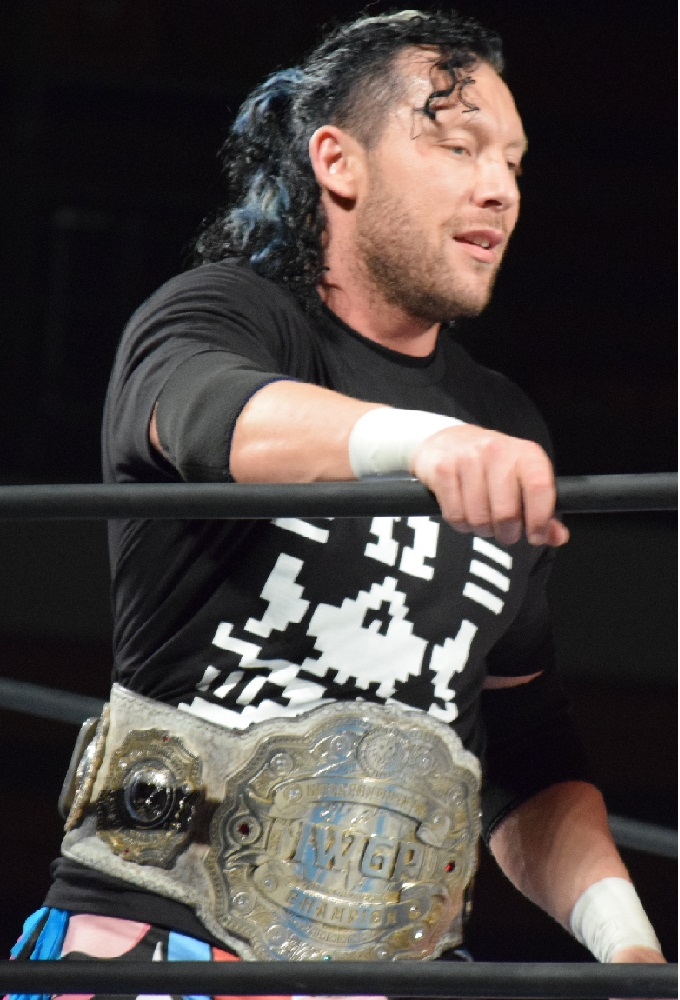
Kenny Omega als IWGP Intercontinental Champion, 2016

### Titel
- 4 Front Wrestling
  - 1× 4FW Junior Heavyweight Champion

- All Elite Wrestling
  - 1× AEW International Champion
  - 1× AEW World Champion
  - 1× AEW World Tag Team Champion mit Adam Page
  - 2× AEW World Trios Champion mit The Young Bucks (erste Titelträger)

- All Japan Pro Wrestling
  - 1× AJPW Junior Heavyweight Champion

- Canadian Wrestling's Elite
  - 1× CWE Tag Team Champion mit Danny Duggan
  - 3× Canadian Unified Junior Heavyweight Champion

- Canadian Wrestling Federation
  - 1× CWF Heavyweight Champion

- DDT Pro-Wrestling
  - 1× DDT Extreme Champion
  - 2× KO-D 6-Man Tag Team Champion jeweils 1× mit Kota Ibushi & Gota Ihashi und Kota Ibushi & Daisuke Sasaki
  - 1× KO-D Openweight Champion
  - 3× KO-D Tag Team Champion 2× mit Kota Ibushi und 1× mit Michael Nakazawa
  - 1× Sea of Japan 6-Person Tag Team Championship mit Mr. #6 & Riho

- Impact Wrestling
  - 1× Impact World Champion

- Jersey All Pro Wrestling
  - 1× JAPW Heavyweight Champion
  - 1× JAPW Light Heavyweight Champion

- Lucha Libre AAA Worldwide
  - 1× AAA Mega Champion

- Maple Leaf Pro Wrestling
  - PWA Champions Grail

- New Japan Pro-Wrestling
  - 1× IWGP Heavyweight Champion
  - 1× IWGP Intercontinental Champion
  - 2× IWGP Junior Heavyweight Champion
  - 1× IWGP Junior Heavyweight Tag Team Champion mit Kota Ibushi
  - 2× IWGP United States Champion (erster Titelträger)
  - 2× NEVER Openweight 6-Man Tag Team Champion mit The Young Bucks

- Premier Championship Wrestling
  - 1× NWA Canadian X-Division Champion
  - 4× PCW Heavyweight Champion
  - 4× PCW Tag Team Champion 3× mit Chris Stevens und 1× mit Rawskillz

- Pro Wrestling Guerrilla
  - 1× PWG World Champion

- Top Rope Championship Wrestling
  - 1× TRCW Tag Team Champion mit Ronnie Attitude

### Auszeichnungen
- DDT Pro-Wrestling
  - 2012: King of DDT Tournament Sieger

- New Japan Pro-Wrestling
  - 2016: G1 Climax Sieger

- Premier Championship Wrestling
  - 2005, 2007: Premier Cup Sieger

- Pro Wrestling Guerrilla
  - 2009: Battle of Los Angeles Sieger

- Pro Wrestling Illustrated
  - 2018, 2021: Platz 1 der Top 500 Wrestler im PWI 500